# Březina (Boêmia Central)
Březina é uma comuna checa localizada na região da Boêmia Central, distrito de Mladá Boleslav.